# Tylopus procurvus
Tylopus procurvus är en mångfotingart som beskrevs av Sergei I. Golovatch 1984. Tylopus procurvus ingår i släktet Tylopus och familjen orangeridubbelfotingar. Inga underarter finns listade i Catalogue of Life.